# Washington, Connecticut
Washington är en kommun (town) i Litchfield County i delstaten Connecticut, USA med cirka 3 596 invånare (2000). Den har enligt United States Census Bureau en area på totalt 100,2 km² varav 1,3 km² är vatten.